# توربو سیم
توربو سیم‌کارت (به انگلیسی: Turbo SIM card) یک فناوری پیشرو در زمینه دستگاه‌های «دوسیم‌کارتی» همچون (HyperCard, HyperSIM, China3GPP, StealthSim, MagicSIMetc) است که در زیر سیم‌کارت تلفن همراه گذاشته می‌شود تا کارکرد آن را دگرگون کند. توربو سیم به سال ۲۰۰۴ و توسط BLADOX, واقع در پراگ، جمهوری چک به بازار معرفی شد. طول این دستگاه به نازکی ۹ میلی‌متر است که یک ریزپردازنده با نام BLADOX که به رنگ طلایی روی آن هک شده، قرار دارد. توربو سیم را زیر سیم‌کارت اصلی گوشی قرار می‌دهند تا قفل شبکه هر دستگاه جی‌اس‌ام که توسط اپراتور روی سیم‌کارت قرار دارد را باز کنند.
توربو سیم علاوه بر قفل‌گشایی شبکه تلفن همراه، کارکردهای دیگری چون فرستادن پیامک با حجم بالاتر از آنچه اپراتور برای سیم‌کارت در نظر گرفته را به کاربر می‌دهد. با این حال باید گفت که فناوری‌های دو سیم‌کارتی ممکن است با برخی مدل‌های تلفن همراه کار نکنند.
در واقع کار این دستگاه مداخله در ترافیک بین سیم‌کارت و گوشی است به صورتی که برنامه‌نویس آن مد نظر دارد و همان‌طور که در بالا ذکر شد، مهم‌ترین هدف این ریزپردازنده، گشایش قفل اصالت‌سنجی سیم کارت از راه تغییر دادن شناسه جهانی مشترکین تلفن همراه یا International mobile subscriber identity (IMSI) به منظور گشودن قفل سیم‌کارت تعبیه شده توسط اپراتور است تا کاربر بتواند از دستگاهش، به طور مثال آیفون در دیگر شبکه‌های تلفن همراه و دیگر اپراتورها نیز بهره برد. به تازگی کاربران گوشی‌های ان‌تی‌تی دوکومو و سافت‌بانک قادر شده‌اند که با بهره‌گیری از توربو سیم، روی دیگر شبکه‌ها و اپراتورها نیز از گوشی خود استفاده کنند.